# Викшеньга
Викшеньга — река в России, протекает по территории Лодейнопольского района Ленинградской области. Устье реки находится в 1,8 км по правому берегу Паши. Длина реки — 15 км.

## Данные водного реестра
По данным государственного водного реестра России относится к Балтийскому бассейновому округу, водохозяйственный участок реки — Свирь, речной подбассейн реки — Свирь (включая реки бассейна Онежского озера). Относится к речному бассейну реки Нева (включая бассейны рек Онежского и Ладожского озера).
Код объекта в государственном водном реестре — 01040100812102000013857.